# Planskilda korsningspartiet
Planskilda korsningspartiet (PKP) var ett lokalt politiskt parti verksamt i dåvarande Vaxholms kommun och nuvarande Österåkers kommun i nordöstra Stockholms län 1973–1988.

## Historik
Partiet bildades inför valet 1973 på grund av missnöje med trafiksituationen i kommunen. Bland många kommuninnevånare fanns missnöje med att det på helger och under sommaren uppstod långa, stillastående köer på Roslagsvägen (länsväg 276). PKP krävde att en vägkorsning utanför Åkersberga omedelbart skulle byggas om till en provisorisk planskild korsning. Korsningen i fråga låg vid Rosenkälla på Europaväg E3, en väg som numera har beteckningen E18. Åkersberga var 1974-1982 centralort i dåvarande Vaxholms kommun, som 1983 delades i Vaxholms och Österåkers kommuner.
Partiet startade sin kampanj enbart tio dagar före valet 1973, och lyckades få uppmärksamhet även i riksmedier. Partiet kom in i kommunfullmäktige med två mandat. I valet 1976 gick de fram till sex mandat och blev vågmästare, samt fick representation i kommunens styrelser och nämnder. PKP kom att utnyttja sin ställning för att stödja ett borgerligt styre under det moderata kommunalrådet Lennart Neckman. I valet 1979 fick partiet sitt bästa valresultat med cirka 18 procent av rösterna och sju mandat i kommunfullmäktige. Efter 1982 års val utsågs en av PKP:s politiker till kommunfullmäktiges ordförande. I valet 1985 fick PKP ett minskat antal mandat, och bestämde sig för att inte ställa upp i 1988 års val.
Partiet har setts som urtypen för enfrågepartier i Sverige. Detta är någorlunda riktigt vad gäller det första valprogrammet 1973. Vid följande val hade partiet emellertid ett program som omfattade samtliga kommunalpolitiska områden. Efter samarbete med de borgerliga partierna fick partiet företrädare i samtliga kommunala nämnder och tidvis även ordförandeposten i kommunfullmäktige, byggnadsnämnden, miljö- och hälsovårdsnämnden, trafiknämnden och valnämnden.   
När PKP bildades hade beslut om att bygga en planskild korsning redan fattats på länsnivå, men bygget fanns inlagt längre fram i planerna. Den planskilda korsningen kom så småningom till stånd.
Efter att partiet lades ned 1988 grundades en lokalavdelning av Ny demokrati i spillrorna av partiet. Partiet lyckades behålla sin representation i Österåkers kommunfullmäktige när partiet förlorade sin representation i riksdagen 1994. Inför valet 1998 hade det omformat sig till ett lokalt parti med namnet Österåkerspartiet, som beskrev sig som borgerligt.

## Valresultat

### Vaxholms kommun
| År   | Röster | %  | Mandat  |
| ---- | ------ | -- | ------- |
| 1973 | 584    | –  | 2 av 49 |
| 1976 | –      | –  | 6 av 49 |
| 1979 | –      | 18 | 7 av 49 |

### Österåkers kommun
| År   | Röster | % | Mandat  |
| ---- | ------ | - | ------- |
| 1982 | –      | – | 6 av 41 |
| 1985 | –      | – | 3 av 41 |